# ویلیام تئودور دی باری
ویلیام تئودور دی باری (انگلیسی: Wm. Theodore de Bary; ۹ اوت ۱۹۱۹ – ۱۴ ژوئیهٔ ۲۰۱۷) چین‌شناس اهل ایالات متحده آمریکا بود.
وی همچنین برندهٔ جوایزی همچون کمک‌هزینه گوگنهایم و جایزه تانگ شده‌است.